# 2008年10月澳門
- 10月30日，現金分享計劃的派發工作已基本完成。澳視新聞
- 10月30日，歐文龍貪污案涉案親屬上訴得直，獲大幅減刑。澳門日報
- 10月28日，一名房車司機疑在黑沙環醉酒駕駛，在警員上前截查時開車逃走，至宋玉生廣場與一輛電單車相撞，電單車司機死亡，房車司機被捕並被落案控告過失殺人等多項罪名。澳門日報
- 10月23日，第十三屆澳門國際貿易投資展覽會今開幕，促進澳門與國際經貿交流。澳視新聞
- 10月21日，澳門行政長官何厚鏵召開記者會，表示正式為二十三條立法。澳門新聞局（页面存档备份，存于）
- 10月15日，《學生巴士優惠計劃》今起生效，受惠學生約有八萬多名，受惠學生每程巴士費用為1.5元。澳門日報
- 10月15日，新的《選民登記法》生效。澳門日報
- 10月14日，澳門政府宣布為本地銀行存戶提供百分百存款保障至2010年年底。YAHOO!香港新聞

- 10月14日，嘉樂庇總督大橋、友誼大橋和西灣大橋橋躉的大部分射燈自上月底開始懷疑被人陸續盜去，海關凌晨在西灣大橋底展開緝捕行動，拘捕兩名正在偷電纜的內地竊賊。澳門日報
- 10月10日，澳門廠商聯合會理事長賀一誠表示未來一年製造業前景不明朗，希望政府在產業政策上予適當支持。
- 10月9日，一名教師被指在互聯網發播「銀行擠提」的言論，被司法警察局拘捕並移送檢察院。
- 10月8日，澳門博彩收入9月錄70億，同比微跌0.8%，打破4年以來只升不跌的現象。
- 10月5日，第二十二屆澳門國際音樂節正式開幕，共16家中外音樂團體參與演出。
- 10月4日，澳門巴士將加價8毫至2元，預計於今年底前實施。與此同時，政府會向市民提供車資優惠。
- 10月1日，四個團體就民生問題分別舉辦遊行。